# Atletica leggera ai XVII Giochi paralimpici estivi - Salto in lungo T63 maschile
Ai XVII Giochi paralimpici estivi la competizione del salto in lungo maschile T63 si è svolta il giorno 31 agosto 2024 presso lo Stade de France di Parigi. Possono partecipare alla gara le atlete appartenenti alle classi T63 e T61.

## Situazione pre-gara

### Record

#### T63
Prima di questa competizione, il record del mondo, il record paralimpico e i record continentali T63 erano i seguenti.
| Record              | Prestazione    | Atleta                             | Data e luogo                                | Competizione                  |
| ------------------- | -------------- | ---------------------------------- | ------------------------------------------- | ----------------------------- |
| Record mondiale     | 7,67 m         | Joël de Jong Paesi Bassi           | 6 luglio 2024 Leverkusen, Germania          |                               |
| Record paralimpico  | 7,12 m         | Léon Schäfer Germania              | 28 agosto 2021 Tokyo, Giappone              | XVI Giochi paralimpici estivi |
| Record africano     | 5,58 m         | Puseletso Michael Mabote Sudafrica | 14 febbraio 2024 Dubai, Emirati Arabi Uniti |                               |
| Record panamericano | 7,05 m         | Ezra Frech Stati Uniti             | 19 luglio 2024 Miramar, Stati Uniti         |                               |
| Record asiatico     | 6,75 m         | Atsushi Yamamoto Giappone          | 28 agosto 2021 Tokyo, Giappone              | XVI Giochi paralimpici estivi |
| Record europeo      | 7,67 m         | Joël de Jong Paesi Bassi           | 6 luglio 2024 Leverkusen, Germania          |                               |
| Record oceaniano    | Record vacante | Record vacante                     | Record vacante                              | Record vacante                |

#### T61
Prima di questa competizione, il record del mondo, il record paralimpico e i record continentali T61 erano i seguenti.
| Record              | Prestazione    | Atleta                      | Data e luogo                        | Competizione                  |
| ------------------- | -------------- | --------------------------- | ----------------------------------- | ----------------------------- |
| Record mondiale     | 7,17 m         | Ntando Mahlangu Sudafrica   | 28 agosto 2021 Tokyo, Giappone      | XVI Giochi paralimpici estivi |
| Record paralimpico  | 7,17 m         | Ntando Mahlangu Sudafrica   | 28 agosto 2021 Tokyo, Giappone      | XVI Giochi paralimpici estivi |
| Record africano     | 7,17 m         | Ntando Mahlangu Sudafrica   | 28 agosto 2021 Tokyo, Giappone      | XVI Giochi paralimpici estivi |
| Record panamericano | 5,35 m         | Regas Woods Sr. Stati Uniti | 29 maggio 2021 Arizona, Stati Uniti |                               |
| Record asiatico     | Record vacante | Record vacante              | Record vacante                      | Record vacante                |
| Record europeo      | 6,70 m         | Ali Lacin Germania          | 28 agosto 2021 Tokyo, Giappone      | XVI Giochi paralimpici estivi |
| Record oceaniano    | Record vacante | Record vacante              | Record vacante                      | Record vacante                |

### Campioni in carica
I campioni in carica a livello mondiale erano i seguenti.
| Campione    | Atleta                          | Prestazione | Data e luogo                   | Competizione                         |
| ----------- | ------------------------------- | ----------- | ------------------------------ | ------------------------------------ |
| Paralimpico | Ntando Mahlangu (T61) Sudafrica | 7,17 m      | 28 agosto 2021 Tokyo, Giappone | XVI Giochi paralimpici estivi        |
| Mondiale    | Léon Schäfer Germania           | 7,22 m      | 19 maggio 2024 Kōbe, Giappone  | Campionati mondiali paralimpici 2024 |

### La stagione

#### T63
Prima di questa gara, gli atleti con le migliori tre prestazioni T63 mondiali dell'anno erano:
| Pos. | Atleta                   | Prestazione | Data e luogo                       |
| ---- | ------------------------ | ----------- | ---------------------------------- |
| 1    | Joël de Jong Paesi Bassi | 7,67 m      | 6 luglio 2024 Leverkusen, Germania |
| 2    | Léon Schäfer Germania    | 7,23 m      | 9 maggio 2024 Brema, Germania      |
| 3    | Daniel Wagner Danimarca  | 7,19 m      | 6 luglio 2024 Leverkusen, Germania |

#### T61
Prima di questa gara, gli atleti con le migliori tre prestazioni T61 mondiali dell'anno erano:
| Pos. | Atleta                     | Prestazione | Data e luogo                             |
| ---- | -------------------------- | ----------- | ---------------------------------------- |
| 1    | Luke Sinnott Gran Bretagna | 6,52 m      | 14 giugno 2024 Parigi, Francia           |
| 2    | Ali Lacin Germania         | 6,39 m      | 29 maggio 2024 Kōbe, Giappone            |
| 3    | Ntando Mahlangu Sudafrica  | 5,73 m      | 10 luglio 2024 Loughborough, Regno Unito |